# Ercole su'l Termodonte
Ercole su'l Termodonte és una òpera en tres actes composta per Antonio Vivaldi sobre un llibret italià d'Antonio Salvi, atribuït durant molts anys a Giacomo Francesco Bussani. S'estrenà al Teatro Capranica de Roma el 23 de gener de 1723.